# Język huroński
Język huroński albo wyandot (wendat) – wymarły język z rodziny irokiańskiej, używany dawniej przez plemiona Huronów głównie na terytorium obecnego stanu Oklahoma w USA i prowincji Quebec w Kanadzie. Chociaż język huroński nie jest już przez nikogo używany jako język ojczysty, jest przedmiotem badań językoznawców, podejmowane są też próby jego wskrzeszenia jako drugiego języka społeczności Huronów. Zapisywany alfabetem łacińskim z dwoma specjalnymi znakami – θ dla [tʰ] oraz ligaturą Ȣ dla [u:].